# 加納久恒
加納 久恒（かのう ひさつね）は、上総一宮藩の第3代藩主。一宮藩加納家7代。
弘化3年（1846年）、上総久留里藩主・黒田直静の四男として生まれる。一宮藩の第2代藩主・加納久徴の養子であった加納久成が早世したため、久徴の養子として迎えられた。文久3年（1863年）11月25日、将軍徳川家茂に拝謁する。同年12月26日、従五位下・大和守に叙任する。元治元年（1864年）5月22日、久徴の死去により家督を継いだ。そして6月から8月まで江戸市中取締役を務めた。
慶応3年（1867年）7月29日に死去した。享年22。跡を養子の久宜が継いだ。

## 系譜
父母
- 黒田直静（実父）
- 加納久徴（養父）

正室
- 加納久徴の養女、加納久儔の娘

養子
- 加納久宜 - 立花種道の次男